# Catena Abulfeda
Catena Abulfeda - łańcuch kraterów na powierzchni Księżyca, o długości 210 km, ciągnący się pomiędzy południowym brzegiem krateru Abulfeda i północnym brzegiem krateru Almanon, a następnie przebiegający w poprzek przez klif Rupes Altai. Jego współrzędne selenograficzne to 16,9°S; 17,2°E.
Catenę nazwano od krateru Abulfeda, nazwa została zatwierdzona przez Międzynarodową Unię Astronomiczną w roku 1976.